# Estepona
Estepona ist eine Stadt an der Costa del Sol in der andalusischen Provinz Málaga in Spanien. Sie hat 78.413 Einwohner (Stand: 2024) auf einer Fläche von 137 km². Die Bevölkerungsdichte beträgt 570 Einw./km². Estepona besitzt 21 Kilometer Küstenlinie.
Estepona ist mit über 325 Tagen Sonnenschein im Jahr ein beliebter Ferienort.

## Sehenswürdigkeiten
Die Stadt Estepona besitzt viele Sehenswürdigkeiten wie zum Beispiel den Uhrturm, städtische Museen, eine Stierkampfarena, das Schloss San Luis oder die Kirche von Los Remedios sowie den Los Pedregales Park. In dem Stadtpark, auch als San Isidro Labrador bekannt, steht die Wallfahrtskapelle des Heiligen Isidros.

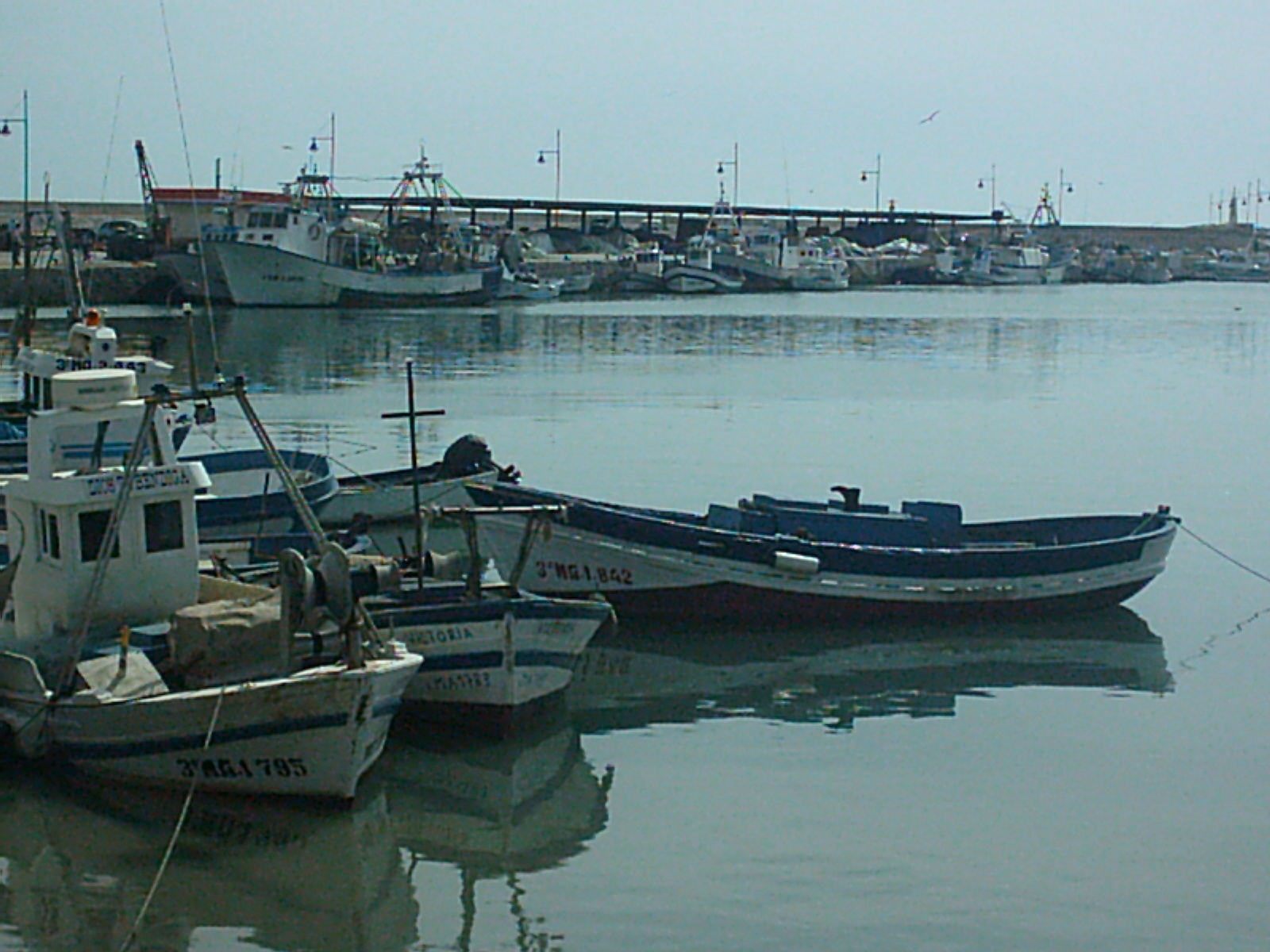
Hafen von Estepona

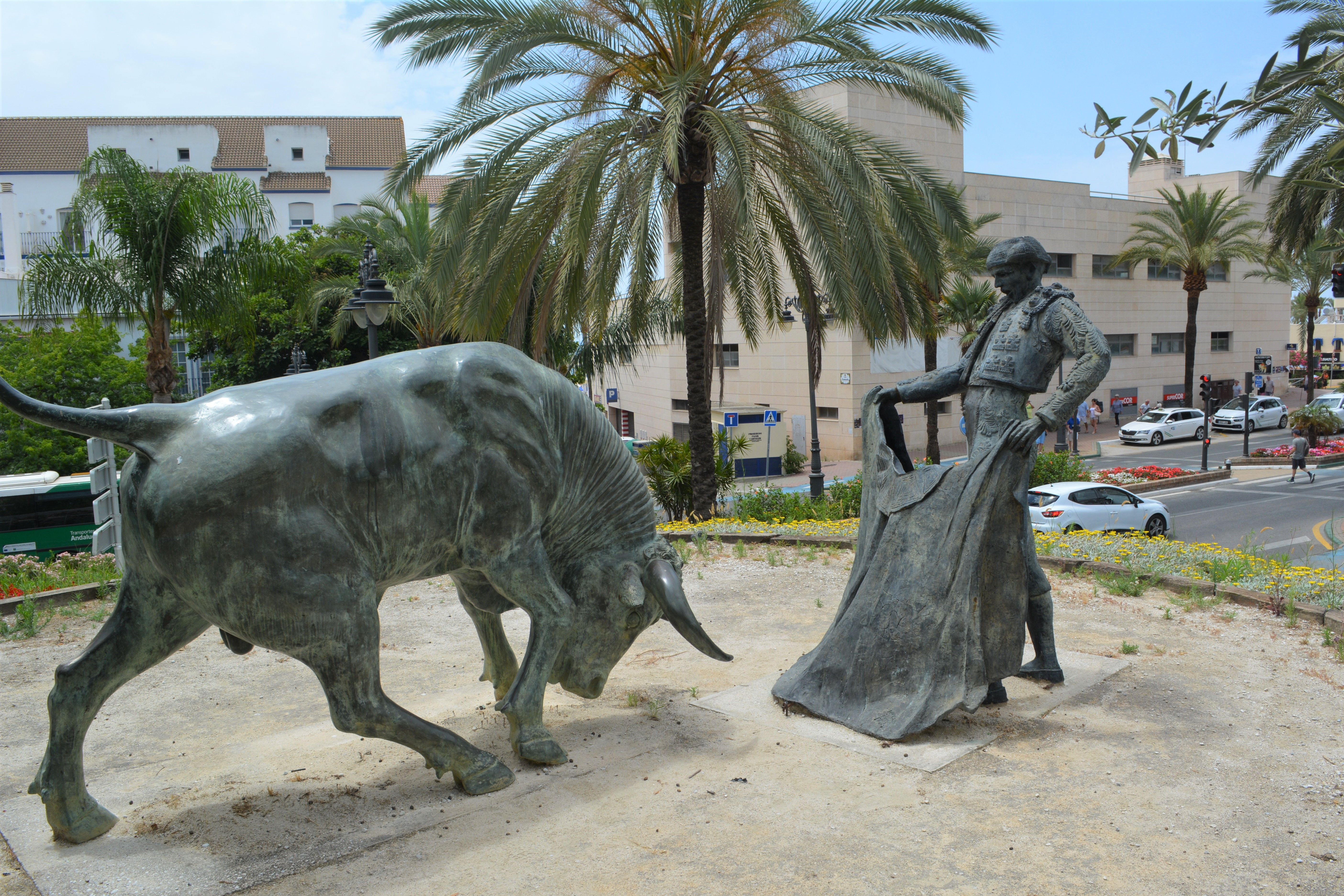
Denkmal vor der Stierkampfarena

Besonders hervorzuheben sind die Türme „Torres Almenaras“ mit muslimisch-kastilischem Ursprung. Sie zeugen von einer Verteidigungsanlage, die bis ins 19. Jahrhundert Bestand hatte. Zur Verteidigung gegen die Spanier während der Conquista und gegen Piraten wurde von den Christen ein Bollwerk aus Türmen erbaut, von denen Rauchzeichen am Tag und Lichtzeichen in der Nacht gesendet wurden. Das Ziel bestand darin, schnell bei möglichem Einfall durch Feinde Bescheid zu geben. Entlang der 21 km langen Küste können 7 solcher Türme gefunden werden: torre de Arroyo Vaquero, torre de Saladavieja o celada vieja, torre del Padrón o Paredón, torre del Velerín, torre de Guadalmansa o Desmochada, torre del Saladillo und torre de Casasola o Baños.
Im September 2012 wurde „La Ruta de Murales Artísticos de Estepona“ (Esteponas Route der künstlerischen Wandmalereien) umgesetzt.

## Feste
- San Isidro Labrador, Fest der Landwirtschaft (kleines Stadtfest Feria)
- Fiesta Mayores und jährliches Haupt-Stadtfest Anfang Juli. (Dieses Fest beginnt alljährlich am ersten Mittwoch des Monats Juli und endet am darauffolgenden Sonntag)
- Quema de Los Bigotes de San Juan. Traditionelle Nachtfeier am 23. Juni.
- Virgen Del Carmen, Feier der Fischer am 16. Juli.[5]

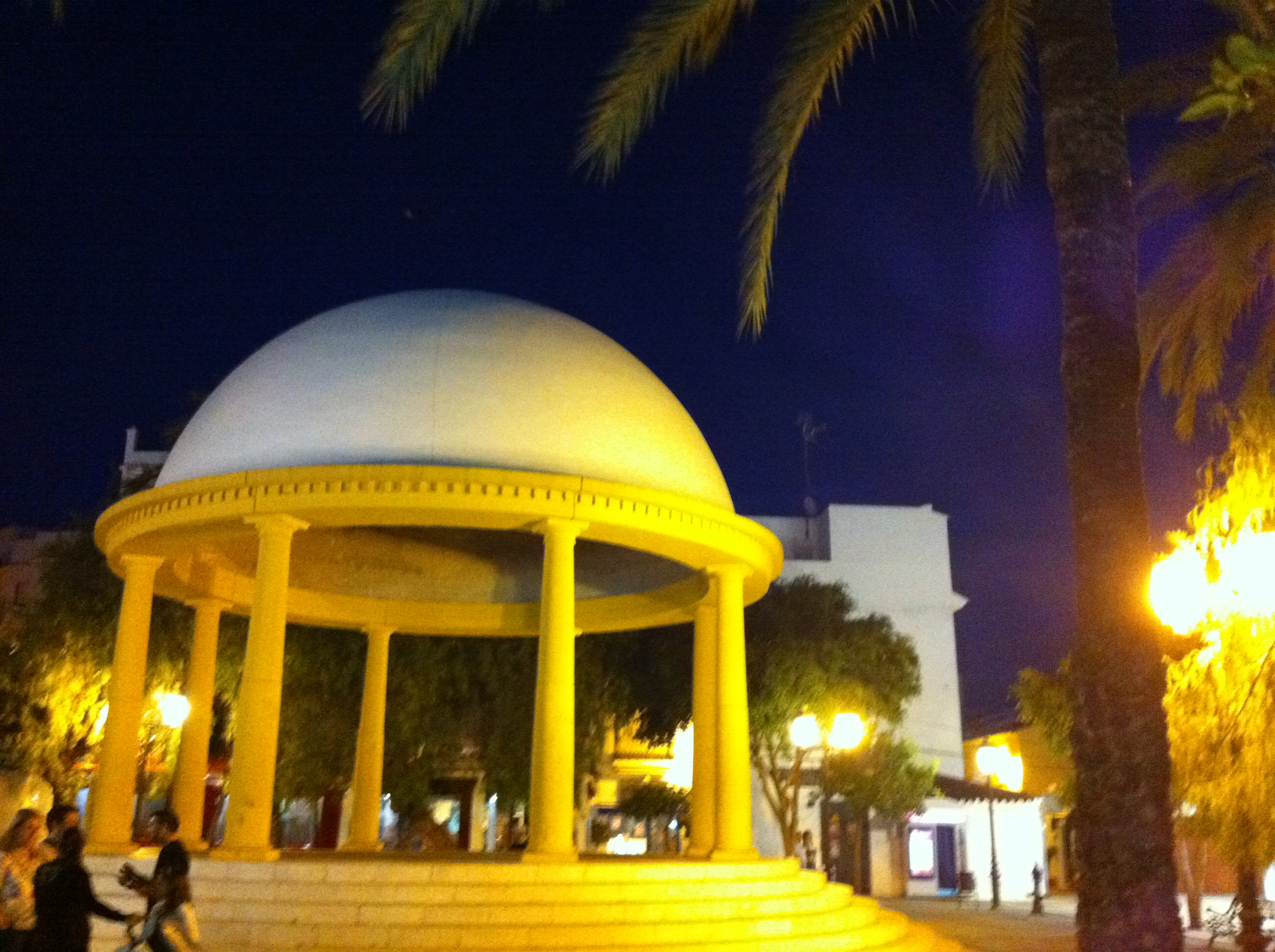
Estepona (2011)

## Verkehr
Gibraltar Airport ist der am nächsten gelegene Flughafen. Er liegt 45 km entfernt und bietet Verbindungen nach Manchester, London Gatwick und London Luton. Ein weiterer Flughafen liegt in Málaga in 80 km Entfernung. Estepona liegt an der Autobahn A7, die die Costa del Sol entlang verläuft.

## Strände
Estepona besitzt zwei Strände, die mit dem Umweltsiegel der blauen Flagge ausgezeichnet wurden, sowie einen modernen Yachthafen mit vielen Tapasbars und Restaurants. Der „Playa del Cristo“ oder Christus-Strand liegt fünf Minuten vom Hafen entfernt. Es handelt sich um einen kleinen Strand mit Rettungspersonal und zwei „Chirinquitos“ (Strandlokale). Der Rada-Strand (Playa de la Rada) liegt 2 Minuten östlich von Esteponas Yachthafen und verläuft über 1,5 km bis Esteponas Altstadt.

## Toponymie des Ortsnamens Estepona
Zu Beginn des 8. Jahrhunderts wurde die Region von den Arabern erobert. Später, zu Zeiten des Kalifen Abderramán II., wurde eine Festung mit dem Namen „Estebunna“ erbaut. Zu jener Zeit nannten die Araber die Stadt „Astabbuna“. Hier siedelten sich schnell viele Seefahrer an, die diesen Ort als ideal empfanden. Die Bevölkerung wurde von der arabischen Herrschaft 1456 von Enrique IV. aus Kastilien befreit. Die Geschichte Esteponas begann. Die Festung, von der die Mauern bis heute erhalten sind, hat während der Rekonstruktion Einbicke in diese Zeit gegeben.
Der Einwohner werden als Esteponero/-a  bezeichnet, einer Ableitung des Städtnamens Estepona. In anderen Städten der Region sind die Bürger Esteponas unter einem volkstümlichen Namen bekannt: Die Esteponeros heißen dort culitos mojaos, deutsch „nasses Gesäß“. Nach Erzählungen, die von Generation zu Generation weitergegeben wurden, scheint diese Bezeichnung passend zu den Einwohnern eines Küstendorfes. Andere Erzählungen sagen, dass der Kosename aus der Zeit stammt, als Estepona noch ein großer Feigen- (Brevas-) Lieferant war. Die Feigen wurden am Endstück („Gesäß“) mit Öl benetzt und so befeuchtet, um diese früher reifen zu lassen.
Estepona trägt den Namen El Jardín de la Costa del Sol („Der Garten der Costa del Sol“) aufgrund der Umgestaltung des Stadtzentrums. Fast hundert Straßen und Plätze heben über eine Strecke von 14 km in ihrer Ästhetik den andalusischen Stil mit seinen vielen Keramik-Töpfen und den vielen Blumen hervor. Die Altstadt und das Zentrum von Estepona erblüht, fast ganzjährig, unter tausenden Geranien.

## Sonstiges
Besondere und weltweite Aufmerksamkeit erreichte Estepona 2019, mit der Eröffnung einer 38 Meter langen, öffentlichen Rutsche in der Stadt.  Die Rutsche galt als die längste öffentliche Rutsche Spaniens. Bereits am ersten Tag verletzten sich einige Nutzer, die Videos wurden weltweit in sozialen Medien geteilt. Die Rutsche wurde nach nur 24 Stunden abgesperrt und stillgelegt.

## Persönlichkeiten
- Juan Branco (* 1989), Rechtsanwalt und politischer Aktivist
- Natalia Fischer (* 1993), Mountainbikerin
- Ángel Trinidad (* 1993), Volleyballspieler
- Ana Mena (* 1997), Popsängerin und Schauspielerin